# Babels torn (sång)
Babels torn är en singel av Dan Hylander , utgiven 1985.

## Låtlista
1. Babels torn - (Dan Hylander & Clarence Öfwerman)
2. Vargtimme - (Dan Hylander)

## Medverkande
- Dan Hylander - Sång
- Clarence Öfwerman - Klaviatur
- Mats Englund - Bas
- Jonas Isacsson - Gitarr
- Åke Sundqvist - Trummor
- Py Bäckman - Kör
- Tommy Körberg - Kör
- Peter Milefors - Trummor
- Ola Johansson - Bas
- David Carlson - Gitarr
- Hasse Olsson) - Orgel & piano